# Кауфман, Ульрих
У́льрих Ка́уфман (нем. Ulrich Kaufmann; 31 мая 1840 года, Гриндельвальд, Швейцария — 25 марта 1917 года, Гриндельвальд, Швейцария) — швейцарский горный гид, совершивший первое восхождение на альпийские четырёхтысячники Мёнх, Шрекхорн и Грос-Фишерхорн. Ульрих Кауфман был одним из первых европейцев, совершавших восхождения в Новой Зеландии и в Гималаях.

## Биография
15 августа 1857 года Ульрих Кауфман участвовал в первом восхождении на вершину Мёнх высотой 4107 метров. Он был одним из трёх гидов в команде альпиниста Сигизмунда Поргеса, наряду с Кристианом Альмером и Кристианом Кауфманом .
16 августа 1861 года английский альпинист Лесли Стивен и его гиды Ульрих Кауфман, Кристиан Михель и Петер Михель совершили первое восхождение на вершину Шрекхорн. Их маршрут через кулуар Шрек к седловине Шрексаттель и затем по юго-восточному гребню был классическим маршрутом в течение последующих пятидесяти лет, но в настоящее время используется редко.
23 июля 1862 года Ульрих Кауфман и ещё один гид Кристиан Альмер сопровождали английских альпинистов Адольфа Мура и Херефорда Брука Джорджав первом восхожденим на вершину Грос-Фишерхорн высотой 4049 метра по классическому ныне маршруту через юго-западный гребень.
В 1882 году Ульрих Кауфман принял участие в первой попытке восхождения на высочайшую вершину Новой Зеландии гору Кука вместе с ирландским натуралистом и альпинистом Уильямом Спотсвудом Грином и швейцарским альпинистом и отельером Эмилем Боссом. 2 марта 1882 года они вышли на финальный штурм вершины. Им оставалась около 60 метров по вертикали до вершины, но они были вынуждены вернуться ввиду сильного шторма.
В следующем году Ульрих Кауфман и Эмиль Босс приняли участие в экспедиции в Гималаи под руководством Уильяма Грэма, британского альпиниста. Экспедиция Грэма стала первой чисто альпинистской экспедицией. Итоги этой экспедиции очень противоречивы и некоторые факты оспариваются до сих пор. Участники экспедиции утверждают, что им удалось практически совершить восхождение на вершину Дунагири и совершить первое восхождение на вершину Чангабанг высотой 6864 метра в июне 1883 года. 8 сентября этого же года они пытались совершить восхождение на восточную вершину Кабру, но остановились, не дойдя около 10 метров (30 футов) до вершины. Таким образом, по отчётам участников экспедиции, им удалось подняться на высоту более 7300 метров над уровнем моря, что являлось абсолютным рекордом высоты восхождений в то время.
Впрочем, их достижения сразу же были поставлены под сомнения. В числе аргументов указывались возможные ошибки в идентификации вершин, к которым приводило несовершенство топографических карт, сильное расхождение в описании вершины Чангабанг с действительностью, и крайне высокая на тот момент сложность восхождений на высоты более 7000 метров без кислорода и при этом высокая заявленная скорость восхождения и практически полное отсутствие горной болезни у членов экспедиции. Вероятнее всего, по мнению современников, они поднялись на другую вершину в тех краях, менее высокую. Но нашлись также и их защитники, особенно во времена, когда в Гималаях началась эпоха восхождений на восьмитысячники без кислорода. В 2009 году Уилли Бласер и Глин Хьюс опубликовали статью в Альпийском журнале, где они отстаивали действительность гималайских восхождений Грэма, Кауфмана и Босса.